# 나이스정보통신
NICE정보통신은 대한민국의 지급결제 기업이다.

## 논란
2024년 VAN 대리점과 신용카드 가맹점에 부담을 완화시키기 위해 한국 공정거래위원회가 나이스정보통신과 VAN 대리점과의 계약에서 불공정한 조항을 시정한 바 있다.